# Алама-де-Альмерія
Алама-де-Альмерія (ісп. Alhama de Almería) — муніципалітет в Іспанії, у складі автономної спільноти Андалусія, у провінції Альмерія. Населення — 3824 особи (2010).
Муніципалітет розташований на відстані близько 400 км на південь від Мадрида, 15 км на північний захід від Альмерії.
На території муніципалітету розташовані такі населені пункти: (дані про населення за 2010 рік)
- Алама-де-Альмерія: 3765 осіб
- Уечар: 59 осіб

## Демографія
Динаміка населення (INE ):